# Бонн, Джеймс
Джеймс Бонн (англ. James Bonn, род. 1 октября 1959 года) — американский порноактёр, лауреат премии XRCO Award.

## Биография
Родился 1 октября 1959 года. Дебютировал в порноиндустрии в 1995 году, в возрасте около 36 лет. На 2018 год снялся примерно в 107 порнофильмах.
До карьеры в порно служил в армии США. Затем проходил подготовку в качестве спортивного физиолога. Работал личным тренером и играл роль плейбоя в нескольких эротических фильмах и телесериалах.

## Премии и номинации
- 1998 XRCO Award победа – лучший актёр, сольное исполнение (Masseuse 3)[4]
- 1999 AVN Award – лучший актёр, фильм (Models)
- 2000 AVN Award – лучший актёр, фильм (Chloe)
- 2000 AVN Award – лучшая парная сцена, фильм (Search for the Snow Leopard) вместе с Азия Каррера[5]

## Избранная фильмография
- Married People, Single Sex II: For Better or Worse (1995)
- Spare The Rod: Longing For Punishment (1995)
- Masseuse 3 (1997)
- Models (1998)
- Chloe: The Story of a Sex Addict (1999)
- Ecstatic Moments (1999)
- The Bet (1999)
- Pink (1999)
- Ally McFeal (2000)
- Mafioso (2001)